# ملت پروزاک
ملت پروزاک (انگلیسی: Prozac Nation) خاطرات و شرح حال الیزابت ورتزل است که در سال ۱۹۹۴ منتشر شد. این کتاب تجربیات نویسنده را در مورد افسردگی غیرقابل توصیف بازگو می‌کند، عدم موفقیت او و چگونگی زندگی وی در طی دوره‌های سخت و دشوار در حالی که باید تحصیلات خود را تمام کرده و به عنوان نویسنده کار می‌کرد. پروزاک (Prozac) یک نام تجاری برای داروی ضدافسردگی فلوکستین است. در سال ۲۰۰۱ فیلمی با همین عنوان و بر اساس داستان این کتاب ساخته و منتشر شد.